# Augusto Fernández Sastre
Augusto Fernández Sastre (Logroño, 31 de julio de 1887-México, 25 de enero de 1975) fue un dibujante y pintor español. 

## Biografía
Nacido en 1887 en Logroño, participó en publicaciones periódicas como  Cosmópolis, La Raza, Pinocho y Ondas, entre otras, además de ilustrar obras literarias. Miembro del Partido Socialista Obrero Español, el desenlace de la guerra civil española le abocó al exilio y falleció el 25 de enero de 1975 en México, país en el que entró por Salina Cruz el 3 de julio de 1944 desde Nicaragua y donde realizó una serie de ilustraciones de Don Quijote de la Mancha.